# Гайдарабадський метрополітен
Гайдарабадський метрополітен — система ліній метро в місті Гайдарабад, Телангана, Індія. Повністю естакадний метрополітен відкрився 28 листопада 2017 року. У системі використовуються тривагонні потяги що живляться від повітряної контактної мережі. Інтервал руху 7-15 хвилин. Ширина колії 1435 мм. Усі 67 станцій першої черги мають запрацювати до кінця 2018 року.

## Лінії
- Лінія 1 — діє 11 станцій та 13 км, будуються ще 16 станцій та 16,2 км.
- Лінія 2 — будується 16 станцій та 10,1 км.
- Лінія 3 — діє 13 станцій та 17 км, будується ще 11 станцій та 12 км.

## Галерея

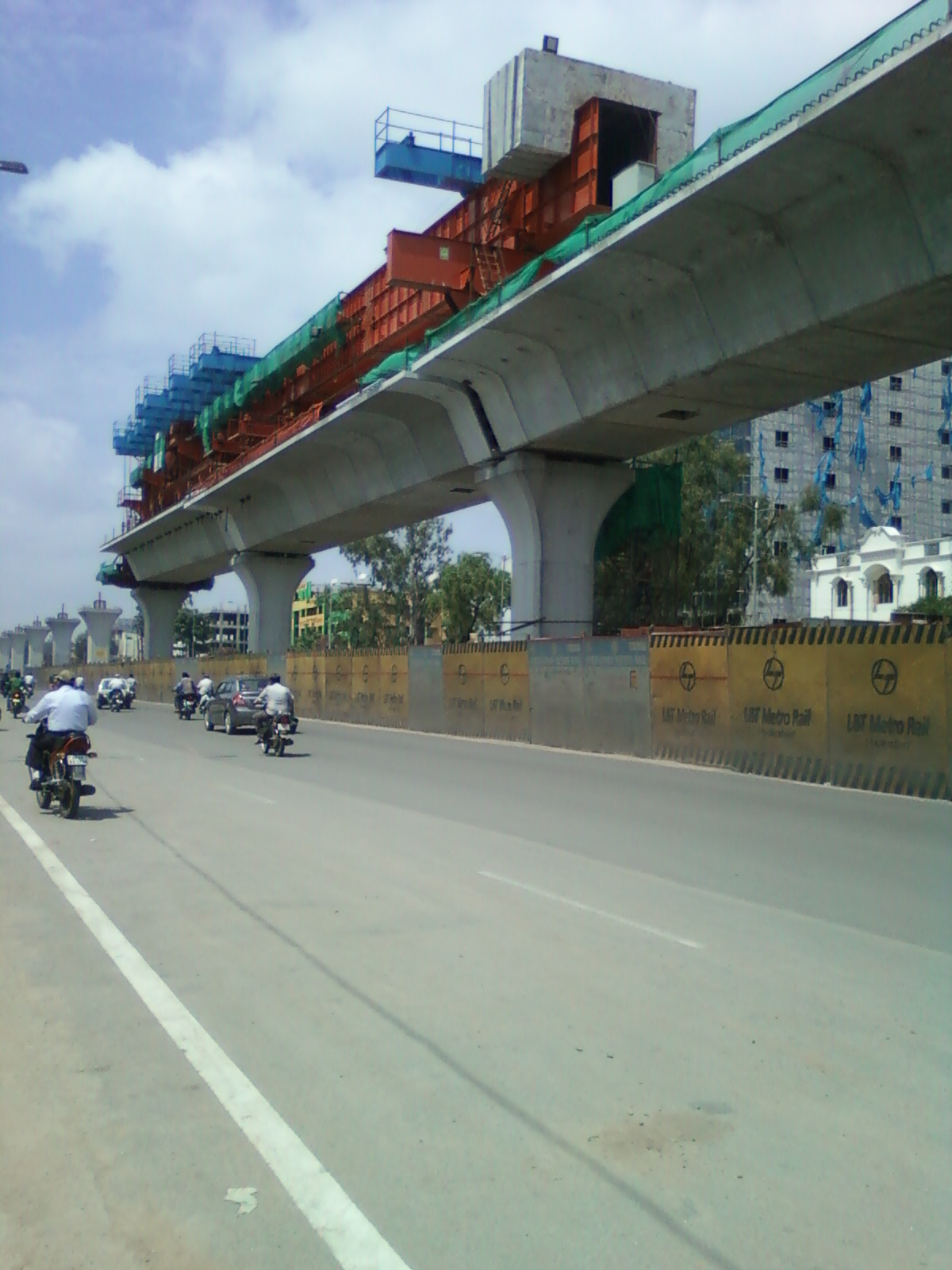
Будівництво естакади метрополітену
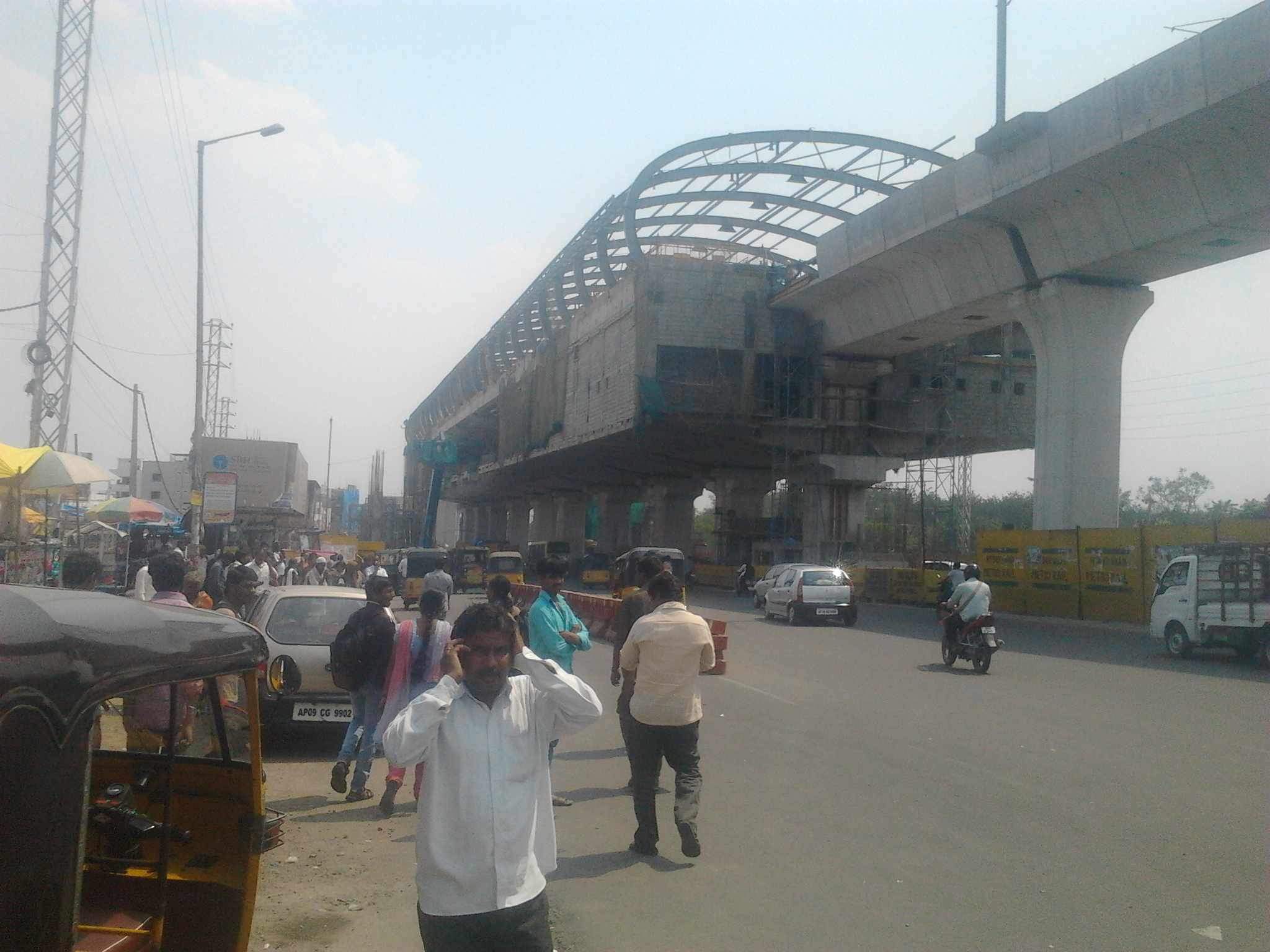
Будівництво естакадної станції
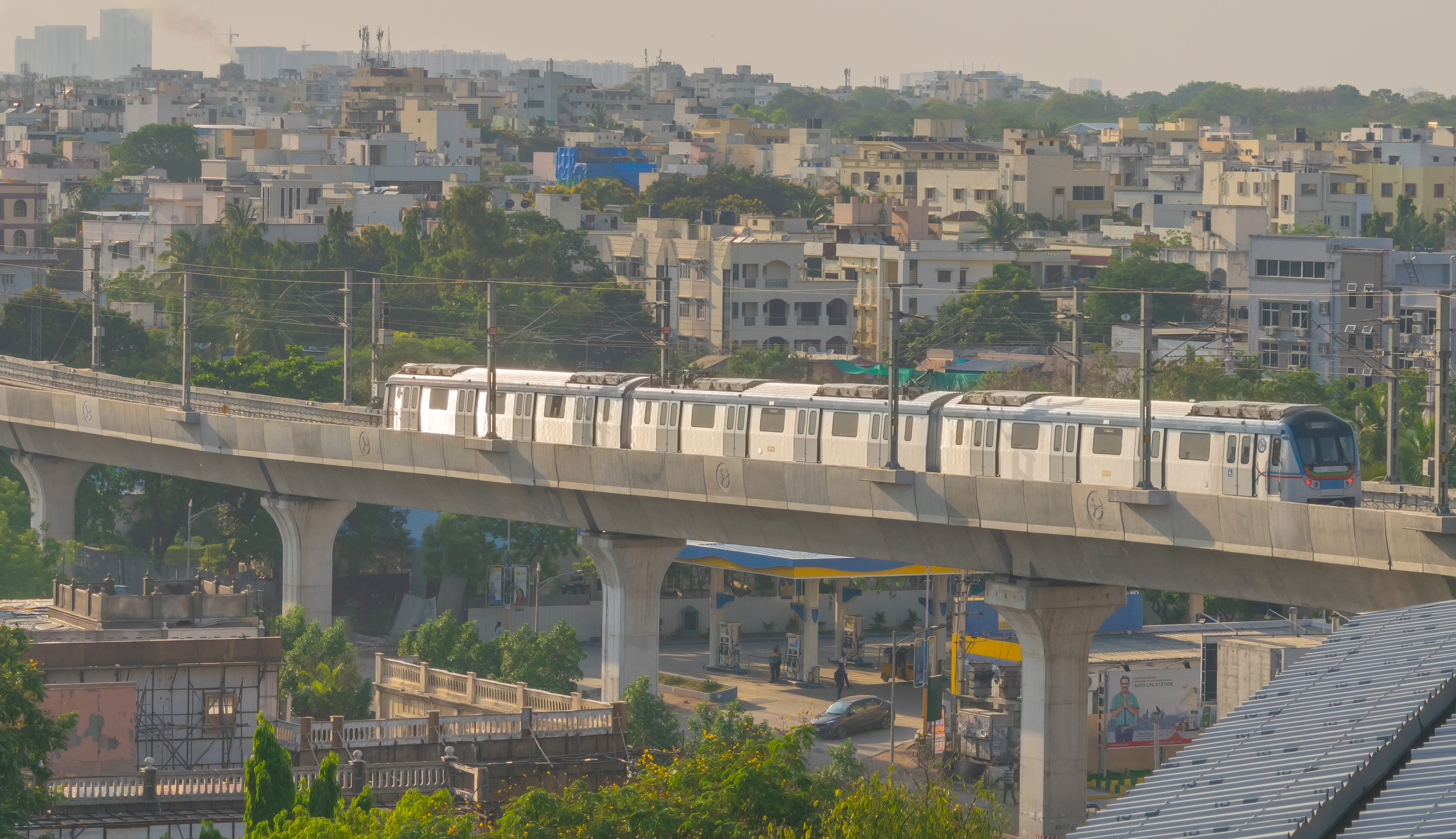
Потяг на естакаді (Блакитна лінія)